# Australian Open 2017 - Singolare maschile in carrozzina
Gordon Reid era il detentore del titolo ma è stato sconfitto al primo turno da Joachim Gérard.
In finale Gustavo Fernández ha sconfitto Nicolas Peiffer con il punteggio di 3–6, 6–2, 6–0.

## Teste di serie
1. Gordon Reid (quarti di finale)

1. Stéphane Houdet (semifinale)

## Tabellone

### Legenda
| - Q = Qualificato - WC = Wild card - LL = Lucky loser | - ALT = Alternate - SE = Special Exempt - PR = Protected Ranking | - w/o = Walkover - r = Ritirato - d = Squalificato |

|  | Quarti di finale | Quarti di finale  | Quarti di finale  | Quarti di finale | Quarti di finale |  |  | Semifinali      | Semifinali        | Semifinali        | Semifinali        | Semifinali |   |   | Finale          | Finale          | Finale | Finale | Finale |  |
|  |                  |                   |                   |                  |                  |  |  |                 |                   |                   |                   |            |   |   |                 |                 |        |        |        |  |
|  | 1                | Gordon Reid       | 5                 | 7                | 5                |  |  |                 |                   |                   |                   |            |   |   |                 |                 |        |        |        |  |
|  |                  | Joachim Gérard    | 7                 | 5                | 7                |  |  | Joachim Gérard  | Joachim Gérard    | Joachim Gérard    | 3                 | 6(4)       |   |   |                 |                 |        |        |        |  |
|  | Alt              | Maikel Scheffers  | Maikel Scheffers  | 2                | 3                |  |  | Nicolas Peiffer | Nicolas Peiffer   | Nicolas Peiffer   | 6                 | 7          |   |   |                 |                 |        |        |        |  |
|  |                  | Nicolas Peiffer   | Nicolas Peiffer   | 6                | 6                |  |  |                 |                   |                   |                   |            |   |   | Nicolas Peiffer | Nicolas Peiffer | 6      | 2      | 0      |  |
|  |                  | Gustavo Fernández | Gustavo Fernández | 6                | 6                |  |  |                 |                   | Gustavo Fernández | Gustavo Fernández | 3          | 6 | 6 |                 |                 |        |        |        |  |
|  | WC               | Ben Weekes        | Ben Weekes        | 2                | 2                |  |  |                 | Gustavo Fernández | Gustavo Fernández | 6                 | 7          |   |   |                 |                 |        |        |        |  |
|  |                  | Alfie Hewett      | 3                 | 6                | 3                |  |  | 2               | Stéphane Houdet   | Stéphane Houdet   | 3                 | 5          |   |   |                 |                 |        |        |        |  |
|  | 2                | Stéphane Houdet   | 6                 | 3                | 6                |  |  |                 |                   |                   |                   |            |   |   |                 |                 |        |        |        |  |